# 十一試艦上爆撃機
十一試艦上爆撃機（じゅういちしかんじょうばくげきき）は日本海軍用に愛知航空機と中島飛行機が試作した艦上爆撃機である。愛知航空機で試作された機体は、後に九九式艦上爆撃機（D3A）として採用された。ここでは、中島で試作された機体（D3N）について述べる。
中島で試作された機体は主脚は90度回転後方引き込み式で、急降下時には引きおろした主脚がダイブブレーキを兼ねるという面白い機能を持っていた。愛知航空機の試作機との比較審査になったが、愛知製の機体の方が性能的に優れていたため昭和14年に本機は不採用となった。その後、試作機は中島飛行機に戻り発動機のテストベッドとして使用された。

## 概要
1936年（昭和11年）に日本海軍は、愛知、中島、三菱の3社に、十一試艦上爆撃機の開発を命じた（三菱は後に辞退）。十一試艦上爆撃機では実用化に向けて堅実な設計が求められ、エンジンは既存の九六式艦上爆撃機搭載の中島「光」一型の改良型を用いることとされた。
中島では、金属製低翼単葉機を開発することとした。外観は愛知機（D3A）と似た感じの機体であったが、主脚が引き込み式になっていることが最大の相違点であった。この主脚は車輪を90度回転させ後方に引き込む形式（アメリカのP-36などと同じ形式）で、日本では初めての試みであった。また、この主脚は、急降下時には引き下ろしてダイブブレーキとして用いることになっていた。もっとも、実際にはこの方式では急降下時の減速が不十分であることが判明したため、後に細かい穴のあいたダイブブレーキを主翼の下面に追加することになった。
試作1号機は1938年（昭和13年）3月に完成したが、既に海軍の指定した納期は過ぎており愛知の機体は受領された後だった。しかし、中島の機体も一応海軍に受領され愛知の機体との比較審査が行われた。その後、1939年（昭和14年）には試作2号機も完成し審査に加わった。中島の機体は当時としては進歩的な設計で性能的にも悪くはなかったが、愛知機と比べると速度、運用性などが劣っていたため、結局1939年（昭和14年）12月に不採用が決定した。
その後、試作機は中島に払い戻されたが、中島では本機を実験機として利用した。特に、自社製のエンジンのテストベットとして、栄や誉などの発動機の熟成に大きな役割を果たすことになった。その他、各種実験に使用され、1機は終戦時まで健在であった。
なお、1938年頃からトーチカ攻撃用として急降下爆撃機の採用を検討していた陸軍は、早急に用意できる急降下爆撃機として、改良を施した上で中島の十一試艦爆を転用することを検討した。しかし、「キ52」とされたこの陸軍仕様機は、従来の軽爆撃機の改良によって急降下爆撃が可能な機を得られる目処がついたため、1941年（昭和16年）秋に廃案となった。

## スペック
- 全長：8.80 m
- 全幅：14.50 m
- 全高：2.80 m
- 主翼面積：34.00 m2
- 重量：1,800 kg
- 全備重量：3,400 kg
- 発動機：中島 光1型改 空冷複星型9気筒
- 出力：820 hp
- 最大時速：352 km/時
- 航続力：1,519 km
- 上昇限度：7,000 m
- 武装
  - 7.7mm機関銃×2
  - 爆弾250kg×1 または 30kg×4
- 乗員：2名